# W. Dieterich
W. Dieterich war die Firma einer in der zweiten Hälfte des 19. Jahrhunderts in Hannover gegründeten Fabrik für kunstgewerbliche Schmiedearbeiten und Eisenkonstruktionen. Die ins In- und Ausland verkauften Arbeiten des Unternehmens wurden insbesondere in Bauwerken eingesetzt, unter anderem in Kirchen, öffentlichen Gebäuden und Privathäusern oder wurden als eigenständige Arbeiten im Brückenbau geliefert.

## Geschichte und Beschreibung
Das Unternehmen wurde in der Residenzstadt des Königreichs Hannover im Jahr 1859 oder 1860 oder 1861 von dem späteren hannoverschen Senator Wilhelm Dieterich (geboren 2. Oktober 1829; gestorben 10. Juni 1910) gegründet. Zunächst wurde eine kleine Werkstatt eingerichtet, die ursprünglich dem Bau landwirtschaftlicher Maschinen dienen sollte. Der Betrieb entwickelte sich jedoch rasch zu einer Kunstschmiede und Bauschlosserei, die später zu einer Fabrik erweitert wurde, in der unter anderem auch sakrale Kunstgegenstände wie Turm- und Kirchenkreuze sowie Altarleuchter geschaffen wurden.
Die als künstlerisch anspruchsvoll beschriebenen Schöpfungen aus dem Hause W. Dieterich untergliederten sich in den ersten Jahrzehnten in zwei Produktpaletten: Zum einen die größeren Arbeiten wie in und um Bauwerke eingesetzte schmiedeeiserne Brücken und Dachkonstruktionen, ganze Hallen und schmiedeeisernen Treppen, Palmen- und Gewächshäuser oder feuersichere Decken und Turmbauten, Pavillons und Veranden. Aufwendig gestaltete Gitter und Pforten gestaltete das Unternehmen zum Teil in den Formen der Neugotik und der Neorenaissance.
Zudem schuf W. Dieterich um die Wende zum 20. Jahrhundert teils im Jugendstil ausformulierte schmiedeeiserne Kronen, Hängearme und Kandelaber, ornamentale Treppengeländer, Fenstergitter und Balustraden. Für Inneneinrichtungen umfasste das Angebot beispielsweise auch Gebilde „in Gestalt von reizenden Blumentischen“ als Zimmerzierde.
1907 erlangte das Unternehmen W. Dieterich – mit dem seinerzeitigen Oberingenieur Fischer – in einem „Wettbewerb zur Erlangung von Entwürfen für zwei Straßenbrücken über die Fulda in Cassel“ für den Entwurf „Wer weiß“ einen mit 3000 Mark dotierten zweiten Preis, der zu je einem Drittel mit den daran beteiligten Unternehmen Liebold & Co. in Holzminden und den Architekten Julius Fastje und Rudolf Schaumann in Hannover geteilt wurde. Auch im Folgejahr 1908 gewann die hannoversche Brückenbauanstalt Preise, etwa für den Entwurf einer Straßenbrücke über die Ruhr in Mülheim.

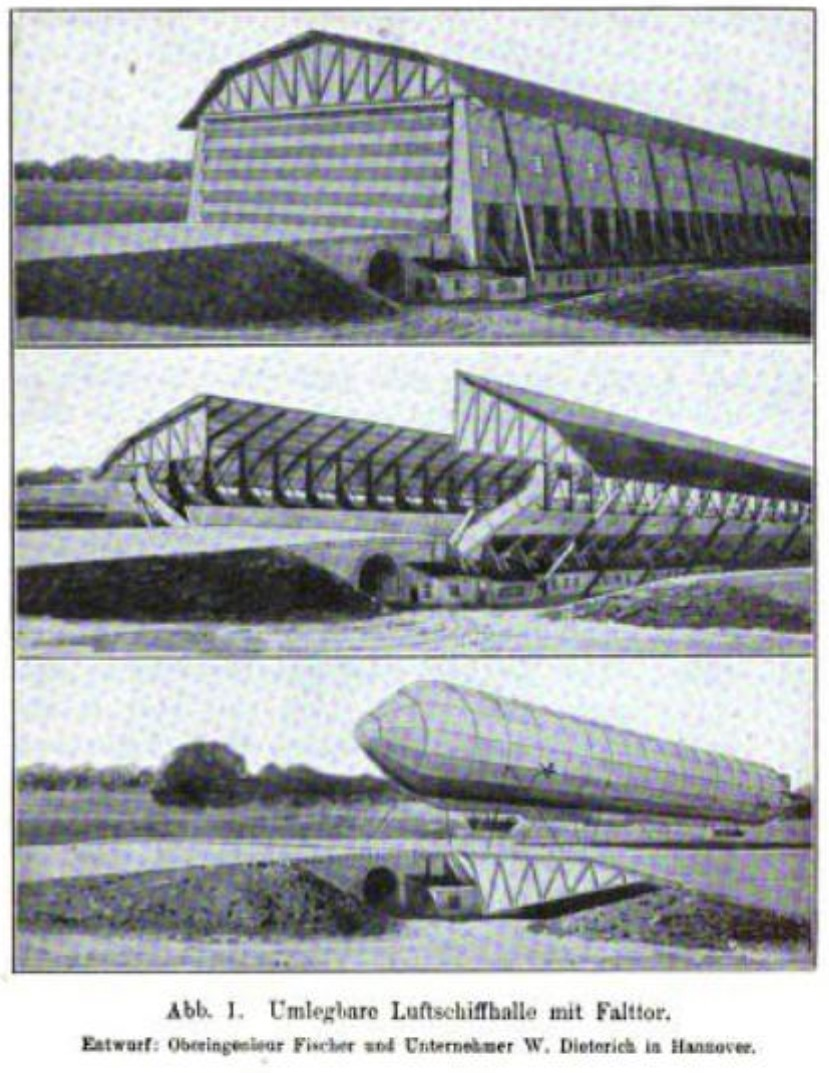
1912 auf der Allgemeinen Luftfahrzeug-Ausstellung in Berlin von Walter Fischer und Wilhelm Dieterich gezeigte „umlegbare Luftschiffhalle“

Nachdem der hannoversche Oberingenieur Walter Fischer am 14. November 1911 ein Patent für eine Luftschiffhalle mit seitlich schwenkbaren Wänden angemeldet hatte, modifizierte er diese gemeinsam mit W. Dieterich zu einer „umlegbaren Halle“, deren gesamter Aufbau zusammenklappbar in den Boden versenkt werden konnte. Diese „umlegbare Luftschiffhalle mit Falttor“, geschützt mit der Patent-Nummer D.R. P. 244 130, präsentierten die beiden Unternehmer 1912 auf der Allgemeinen Luftfahrzeug-Ausstellung in Berlin.
Im Stahlbau konstruierte W. Dieterich zudem für die Industrie; so beispielsweise 1912 auf dem alten Firmengelände der Drehbankfabrik H. Wohlenberg einen auf der Funkenkammer eines Kupolofens montierten Blechschornstein mit rund 40 Meter Höhe bei einer Lufthöhe von 56 Meter. Der Schornstein war gegen Winddruck durch ein „eisernes Fachwerkgerüst“ geschützt, das zum Besteigen geeignet war und damit zugleich Unterhaltungsmaßnahmen und anfallende Reparaturen erleichterte. Von dem Bauwerk hat sich die Abbildung einer Fotografie erhalten.
Bereits in der ersten Hälfte der 1920er Jahre stellte sich W. Dieterich als „Fabrik für Brückenbau und Eisenkonstruktionen“ dar. 1926 war das Unternehmen im Adressbuch der Stadt Hannover in der Rubrik Eisenkonstruktionen verzeichnet und firmierte unter der Adresse Alte Bischofsholer Straße 9. Die Straße in der Südstadt von Hannover wurde 1955 Teil der Tiestestraße.

## Schriften
- W. Dieterich. Fabrik für Brückenbau und Eisenkonstruktionen Hannover, 60 Blatt, Hannover: Edler & Krische, 1914

## Archivalien
Archivalien von und über W. Dieterich finden sich beispielsweise
- im Archiv der Region Hannover in Neustadt am Rübenberge im Depositum der Firma Torfverwertung Poggenmoor Eduard Dyckerhoff
  - für die Laufzeit 1912 als Verzeichnung unter dem Titel Statische Berechnung der Eisenkonstruktion zu einem Fabrikgebäude (Zerkleinerungs- und Pressen-Gebäude) durch W. Dieterich, Hannover, Archivaliensignatur ARH Dep. NRÜ TW 86[13]
  - für die Laufzeit 1914 bis 1919 als Verzeichnung unter dem Titel Statische Berechnung für Bauteil I und II der Eisenkonstruktion für einen Fabrikneubau der Torfoleumwerke in Poggenhagen durch W. Dieterich, Hannover, Archivsignatur ARH Dep. NRÜ TW[14]
- über das Landesarchiv Sachsen-Anhalt
  - als teilkolorierte Zeichnung. Eisenkonstruktion zum Bau eines Ofengebäudes für die Chemische Fabrik Friedrich Müller in Leopoldshall (Darstellung der Säulen), Lichtpause 65,5 cm × 74 cm im Maßstab 1 : 20 vom 10. April 1907[15]
  - als teilkolorierte Zeichnung unter dem Titel Nachtrag zur statischen Berechnung der Eisenkonstruktion zur Erweiterung des Ofengebäudes der Chemischen Fabrik Friedrich Müller in Leopoldshall vom 9. August 1910[16]